# Bärenthal (Egloffstein)
Bärenthal ist ein Gemeindeteil des Marktes Egloffstein im Landkreis Forchheim (Oberfranken, Bayern).

## Geografie
Die im Südwesten der Wiesentalb gelegene Mühle befindet sich etwa eineinhalb Kilometer südöstlich von Egloffstein auf 360 m ü. NHN.

## Geschichte
Bis zum Beginn des 19. Jahrhunderts unterstand Bärenthal der Herrschaft reichsunmittelbarer Adeliger, die sich in dem zum Fränkischen Ritterkreis gehörenden Ritterkanton Gebürg organisiert hatten. Als die reichsritterschaftlichen Territorien im Bereich der Fränkischen Schweiz 1805 mediatisiert wurden, wurde die Mühle unter Bruch der Reichsverfassung vom Kurfürstentum Pfalz-Baiern annektiert. Damit wurde Bärenthal Bestandteil der bei der „napoleonischen Flurbereinigung“ in Besitz genommenen neubayerischen Gebiete, was erst im Juli 1806 mit der Rheinischen Bundesaktelegalisiert wurde.
Durch die Verwaltungsreformen zu Beginn des 19. Jahrhunderts im Königreich Bayern wurde Bärenthal mit dem Zweiten Gemeindeedikt 1818 Bestandteil der Ruralgemeinde Affalterthal. Im Zuge der Gebietsreform in Bayern wurde Bärenthal mit der Gemeinde Affalterthal am 1. Mai 1978 in den Markt Egloffstein eingegliedert. Im Jahr 1987 zählte Bärenthal fünf Einwohner.

## Verkehr
Die Anbindung an das öffentliche Straßennetz wird durch die Staatsstraße 2260 und die Staatsstraße 2191 hergestellt, die sich nordwestlich des Ortes vereinigen und einige hundert Meter auf der gleichen Trasse verlaufen.

## Baudenkmäler

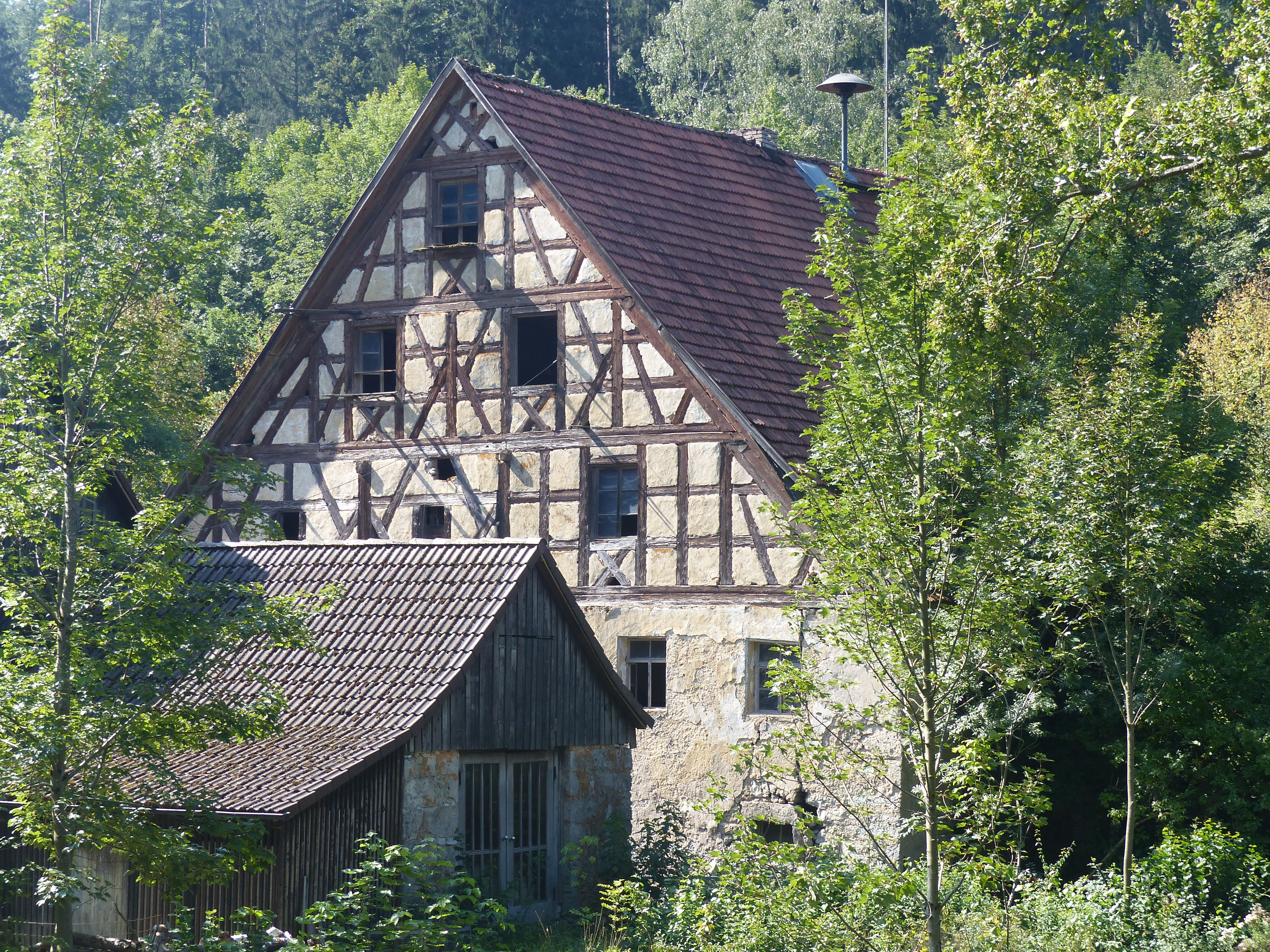
Das Wohnhaus der Mühle

Beim denkmalgeschützten Hauptgebäude von Bärenthal handelt es sich um ein massives Wohnhaus, das gegen Ende des 17. Jahrhunderts errichtet wurde.